# برناردزتاون (ویرجینیای غربی)
برناردزتاون (به انگلیسی: Bernardstown) یک منطقهٔ مسکونی در ایالات متحده آمریکا است که در شهرستان وبستر، ویرجینیای غربی واقع شده‌است. برناردزتاون ۹۷۱٫۱ متر بالاتر از سطح دریا واقع شده‌است.